# Брутовский рубль

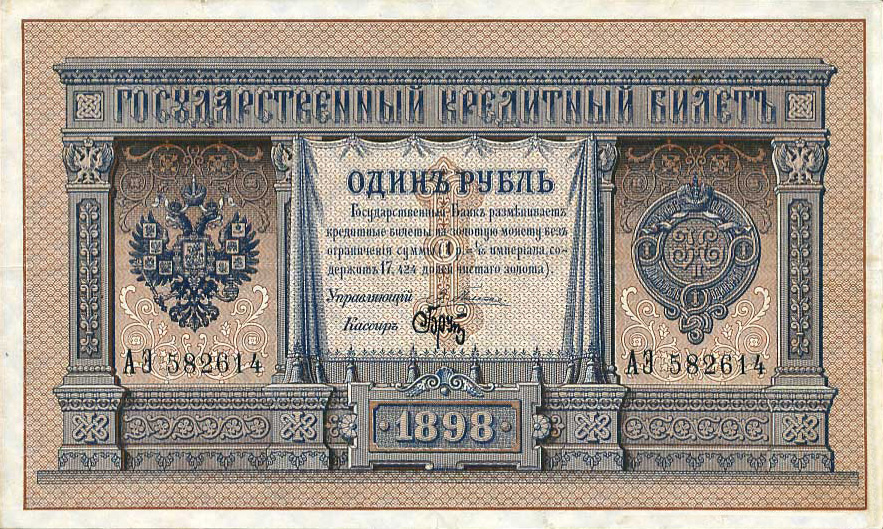
Брутовский рубль по С. Колбасьеву: управляющий «печальной судьбы» Плеске, кассир — повесившийся Брут

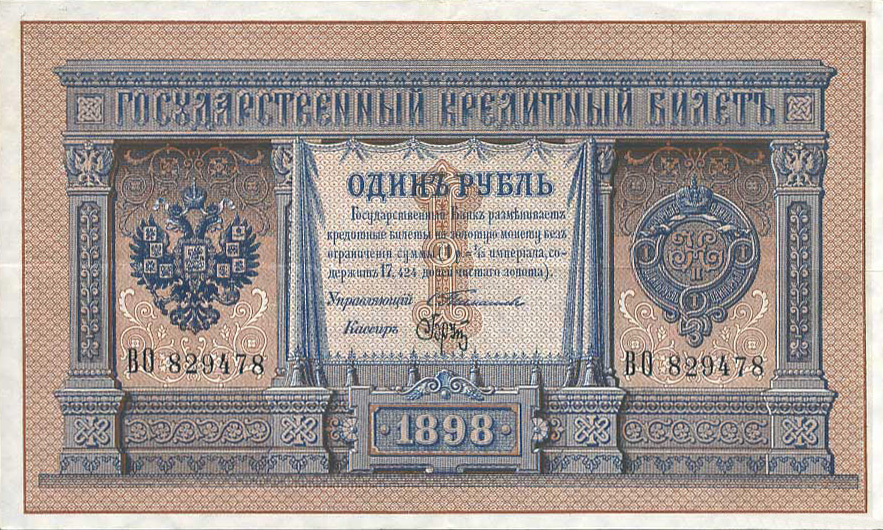
Брутовский рубль: управляющий Тимашев, кассир Брут

Брутовский рубль (1 рубль 1898 г.) — кредитный билет Российской империи рублёвого достоинства с подписью кассира Брута, в приступе безумия покончившего с собой. Среди игроков (как правило, карточных) считался и по сей день считается амулетом, приносящим удачу.

## О кассире
Автограф кассира Брута, начавшего подписывать банкноты ещё в 1886 году, стоял на кредитных билетах каждого номинала из серии 1898—1910 годов, включая банкноту рублевого достоинства. Брут был заядлым картежником и в 1914 году, ещё до начала Первой мировой войны, проиграл в карты крупную сумму казённых денег. На этой почве у кассира случился припадок, в результате которого он повесился.

## Появление талисмана
На начало 1915 года в России пришелся расцвет азартных игр, которые проводились не только в общественных местах (например, в клубах), но и на квартирах горожан. Среди любителей азартных игр существовало поверье, что петля или личная вещь повешенного приносит удачу в игре. Так, в январе 1915 года в кругах игроков зародилось предположение о том, что рубль за подписью Брута является «счастливым».
В номере газеты «Петербургский листок» от 24 января была опубликована первая печатная заметка о брутовском рубле. Она гласила, что

«среди клубных, беговых и других игроков прошел слух о счастливом рубле с подписью кассира Брута, который недавно в припадке умопомешательства покончил счеты с жизнью. Этот слух, моментально облетевший все злачные места столицы, был вызван, как предполагают, крупным выигрышем, который выпал на долю игрока, поставившего на такой рубль».
Когда слух получил огласку, многие петроградские игроки сразу бросились в поиски «брутовских рублей». Воспользовавшись этим, находчивые менялы распространили слух о том, что рубли, подписанные Брутом, являются большой редкостью, и их нельзя более получить ни в одном государственном банке. Тем самым стоимость «счастливого» рубля была доведена до невиданной цены в 20—25 рублей.
Обеспокоенное резким возрастанием стоимости брутовского рубля, российское министерство финансов было вынуждено ответить на эти спекулятивные операции статьёй «К сведению лиц, скупающих „брутовские рубли“», опубликованной «Петербургским листком» 5 февраля 1915 года. В данной статье говорилось, что, «вопреки уверениям спекулянтов, Государственный банк по-прежнему выпускает такие, имеющиеся у него в наличности, рубли и не берёт за них ни одной лишней копейки». Несмотря на это, количество желающих заполучить счастливый амулет не уменьшилось.

## В коллекционировании
На сегодняшний день брутовские рубли встречаются как в частных коллекциях, так и в продаже, но значительно реже, чем рубли за подписями прочих кассиров. Как правило, они пребывают в хорошем состоянии, что объясняется их предназначением: банкноты-амулеты обычно хранились в бумажниках, почти не использовались в качестве платёжных средств, тщательно оберегались от повреждений. Характерная черта брутовского рубля — это его погнутость крест-накрест (если талисман хранился в бумажнике, он обычно складывался вчетверо).
Стоимость брутовского рубля сильно варьируется. Она зависит не только от сохранности кредитного билета, но и от того, при каком управляющем (Плеске или Тимашеве) он был выпущен.
Из частных рук рубль Брута можно приобрести за 600—800 российских рублей.

## Исторические факты
- Брутовский рубль упоминается в стихотворении Н. Н. Асеева «Скачки» (1916):

Слышу его как в рупор,

спину сгибая круто,

рубль зажимая в руку

самоубийцы Брута.

- Брутовский рубль — талисман карточного игрока-подлеца, белого офицера Малиничева в повести «Река» (1930) Сергея Колбасьева. Герой повести отдал за рубль «25 целковых»:

Рискнём, — согласился Олег Михайлович Малиничев. Достал из внутреннего кармана тужурки стянутый резинкой бумажник и на середину стола выложил две новенькие советские пятирублевки, а рядом с собой — измятый царский рубль.
— Неужели брутовский? — спросил Лобачевский.
— Самый настоящий, — любовно разглаживая грязно-желтую бумажку, ответил Малиничев. — Подписи обоих жуликов: Брут и Плеске; и заметьте: номер, как на тройном одеколоне, — два нуля четыре тысячи семьсот одиннадцать. Я за него перед войной двадцать пять целковых дал.
Кассир государственного банка Брут, попавшись на каком-то мошенничестве, повесился, и судьба управляющего Плеске тоже была печальной. Естественно, что подписанные ими рубли пользовались репутацией талисманов и высоко ценились среди карточных игроков.

— Дороговато, — сказал Бабушкин. — В те времена за четвертную можно было лихо пообедать в каком-нибудь хорошем ресторане. Двоим с вином, и до отвала.
- Некоторые игроки использовали в качестве талисмана также кредитный билет достоинством 100 рублей (т. н. «катеньку»), подписанный Брутом, но он пользовался меньшей популярностью.